# May Calamawy
May El Calamawy (Barém, 28 de outubro de 1986) é uma atriz Egípcia-Palestina nascida no Barém, que mora e trabalha nos Estados Unidos desde 2015. Ela é conhecida por seus papéis em séries de TV Americanas como Dena Hassan em Ramy, e Layla El-Faouly em Moon Knight.

## Biografia
Calamawy nasceu em 1986 no Barém, filha de um pai Egípcio que trabalhava como banqueiro no Barém e nos Estados Unidos, e de uma mãe Palestina-Jordaniana. Ela tem um irmão sete anos mais velho. Ela também morou em Doha, Qatar, e em Houston, Texas. Calamawy é bilingue e fala Inglês e Árabe.
O que inspirou Calamawy a se tornar atriz foi assistir ao filme Death Becomes Her de 1992 várias vezes quando ela era criança.
Calamawy completou o ensino médio no Barém e se mudou para Boston, Massachusetts para estudar design industrial como seu pai desejava. Ela morou em Dubai durante cinco anos antes de voltar para os Estados Unidos para tentar ser atriz. Calamawy tem um Bachalerado de Artes em estudos de teatro da universidade Emerson College, e também estudou na William Esper Studio em Nova York.

## Carreira
Calamawy começou a carreira atuando em curta-metragens e era creditada com o nome de batismo, May El Calamawy, que mais tarde ela encurtou para May Calamawy. Depois de cursar a faculdade, ela participou do New York Arab American Comedy Festival. De 2009 à 2014, ela dividia o tempo entre Dubai e Abu Dhabi.
Seu primeiro papel importante veio em 2013 no filme Djinn de Tobe Hooper, que também foi o primeiro filme de terror produzido nos Emirados Árabes.
Em 2017, ela teve um papel recorrente na minissérie do canal National Geographic, The Long Road Home, e também teve participações especiais em The Brave e Madam Secretary. No ano seguinte, ela fez uma participação na série dramática FBI da CBS.
Em outubro de 2018, foi anunciado que ela teria um papel recorrente na série de comédia-drama da plataforma de streaming Hulu, Ramy, interpretando Dena Hassan, a irmã do protagonista Ramy. Em 2020, ela foi a voz da personagem Ellie Malik no video game NBA 2K21.
Em 2021, Calamawy atuou no filme Together Together com Ed Helms e Patti Harrison. Em janeiro do mesmo ano, foi anunciado que ela estaria na minissérie Moon Knight, no papel de Layla El-Faouly, uma arqueóloga egípcia e ex-esposa de Marc Spector (interpretado por Oscar Isaac). Layla foi a primeira personagem árabe do Universo Cinematográfico Marvel. A minissérie estreou no Disney+ em 30 de março de 2022.

## Vida pessoal
Calamawy mora nos Estados Unidos desde 2015.
Ela foi diagnosticada com a doença autoimune alopecia areata aos 22 anos.

## Filmografia

### Filmes
| Ano  | Título                 | Papel         | Notas |
| ---- | ---------------------- | ------------- | ----- |
| 2006 | Thursday               | Kelly Spencer |       |
| 2007 | Temperance             | Leila         | Curta |
| 2008 | Santa Claus in Baghdad | Hala          | Curta |
| 2011 | Hassad Al Möta         | Tunnel Zombie | Curta |
| 2011 | Paradise Falls         | Jenny         | Curta |
| 2012 | A Genie Called Gin     | Lucy          | Curta |
| 2013 | Djinn                  | Aisha         |       |
| 2013 | Moi aussi je t'aime    |               | Curta |
| 2017 | Passerby               | Saba          | Curta |
| 2019 | The Bed                | Woman         | Curta |
| 2019 | Saeed                  | Sue           | Curta |
| 2019 | 1 Out of 30            | Fatimah       | Curta |
| 2021 | Together Together      | Carly         |       |
| 2021 | Meet Cute              | Girl          | Short |

### Televisão
| Ano           | Título             | Papel           | Notas                                  |
| ------------- | ------------------ | --------------- | -------------------------------------- |
| 2011          | Checking In        | Raya            | Episódio: "Sneak Peek"                 |
| 2017          | Madam Secretary    | Mona Alsnany    | Episódio: "Off The Record"             |
| 2017          | The Brave          | Mina Bayoud     | Episódio: "It's All Personal"          |
| 2017          | The Long Road Home | Faiza           | minissérie do National Geographic      |
| 2017          | BKPI               | Ameena          | Episódio: "Mister Flasher"             |
| 2018          | FBI                | Nita Kayali     | Episódio: "Green Birds"                |
| 2019–presente | Ramy               | Dena Hassan     | Papel principal                        |
| 2022          | Moon Knight        | Layla El-Faouly | Papel principal; minissérie do Disney+ |

### Video games
| Ano  | Título   | Papel       | Notas |
| ---- | -------- | ----------- | ----- |
| 2020 | NBA 2K21 | Ellie Malik | Voz   |